# Julio Chávez
Pour les articles homonymes, voir Chávez.
Julio Chávez, né à Buenos Aires (Argentine) le 14 juillet 1956, est un acteur argentin.

## Biographie
Julio Chávez est né le 14 juillet 1956, à Buenos Aires, Argentine.

## Filmographie

### Cinéma

#### Longs métrages
- 1973 : La mala vida
- 1976 : No toquen a la nena de Juan José Jusid : Willy
- 1978 : La parte del león d'Adolfo Aristarain : El Nene
- 1982 : Señora de nadie de María Luisa Bemberg : Pablo Toledo
- 1986 : Le film du Roi (La película del rey) de Carlos Sorín : David Vass
- 1993 : Un muro de silencio de Lita Stantic : Julio / Patricio
- 2000 : El visitante
- 2002 : Un oso rojo : Oso
- 2002 : La sombra
- 2002 : L'Ours rouge (Un oso rojo) d'Israel Adrián Caetano : Oso
- 2003 : Grieta (Extraño) de Santiago Loza : Axel
- 2006 : Le Garde du corps (El custodio) de Rodrigo Moreno : Rubén
- 2007 : El otro d'Ariel Rotter : Juan Desouza / Manuel Salazar / Emilio Branelli / Lucio Morales
- 2015 : El Pampero de Matías Lucchesi : Fernando
- 2022 : Cuando la miro de lui-même : Javier

### Télévision

#### Séries télévisées
- 1985 : Rompecabezas : Ismael
- 1990 : Moi, Antoine de Tounens, roi de Patagonie (El rey de la Patagonia) : Pikkendorf
- 1997 : Archivo negro : Mateo
- 2004 / 2009 : Epitafios : Renzo Márquez
- 2009 : Tratame bien : José Chokaklian
- 2011 : El puntero : Pablo Aldo 'Gitano' Perotti
- 2013 - 2014 : Farsantes : Guillermo Graziani
- 2015 : Signos : Antonio Cruz
- 2017 : El Maestro : Abel Prat
- 2019 : El Tigre Verón : Miguel Verón

## Distinctions
- 2007 : Berlinale : Ours d'argent du meilleur acteur pour El otro
- Festival de La Havane : Meilleur acteur pour Le Garde du corps et El otro
- Condor d'argent du meilleur acteur pour L'Ours rouge, Le Garde du corps et El otro
- Prix Sud du meilleur acteur pour El otro